# ستاره‌های سربی
ستاره‌های سُربی یکی از آلبوم‌های ابی است. این آلبوم یکی از پرفروش‌ترین و موفق‌ترین آلبوم‌های تاریخ موسیقی ایران است. همهٔ آهنگ‌های این آلبوم را سیاوش قمیشی ساخته‌است. سیاوش قمیشی تاکنون دو آلبوم کامل برای ابی به نام‌های ستاره‌های سربی و شب نیلوفری را آهنگسازی کرده‌است. آلبوم ستاره‌های سربی که تماماً تحت نظر سیاوش با تنظیم استیو مک‌کرام و کاظم عالمی ضبط و تولید شده‌است، به قدری موفق شد که بسیاری از مردم از جمله خود ابی این آلبوم را موفق‌ترین آلبوم او در طول تمام سال‌های فعالیت خوانندگیش می‌دانند. سیاوش کار آهنگسازی « کی اشکاتو پاک می کنه » را در شب یلدا تا نیمه‌های شب به پایان می‌رساند و ابتدا قرار بود این اثر توسط خود او اجرا شود ولی با ابراز علاقهٔ ابی ، اجرای آهنگ به ابی سپرده شد. در کاور آلبوم، نام تنظیم کننده قطعه اقاقی به اشتباه استیو مک کرام ثبت شده‌است، در صورتی که نام تنظیم کننده این قطعه عبدی یمینی می‌باشد.

## فهرست ترانه‌ها
موسیقی همهٔ ترانه‌ها توسط سیاوش قمیشی ساخته شده‌است.
| شماره | نام                      | سراینده         | تنظیم‌کننده   | مدت   |
| ----- | ------------------------ | --------------- | ------------ | ----- |
| ۱.    | «ستاره‌های سربی»          | ایرج جنتی عطایی | استیو مک‌کرام | ۰۵:۰۴ |
| ۲.    | «کی اشکاتو پاک می‌کنه»    | امیر فرخ تجلی   | استیو مک‌کرام | ۰۴:۵۸ |
| ۳.    | «آخر قصّه»                | ایرج جنتی عطایی | استیو مک‌کرام | ۰۵:۰۵ |
| ۴.    | «شب‌گریه»                 | ایرج جنتی عطایی | استیو مک‌کرام | ۰۵:۱۳ |
| ۵.    | «اقاقی»                  | زری مینویی      | عبدی یمینی   | ۰۵:۴۶ |
| ۶.    | «قبله»                   | مسعود امینی     | کاظم عالمی   | ۰۴:۳۹ |
| ۷.    | «عادت»                   | پاکسیما زکی‌پور  | استیو مک‌کرام | ۰۵:۰۶ |
| ۸.    | «زمستون (موسیقی بی‌کلام)» |                 | استیو مک‌کرام | ۰۳:۳۴ |